# Пантеон (анімаційний серіал)
«Пантеон» — американський науково-фантастичний анімаційний телесеріал, створений Крейгом Сільверштайном.  Серіал заснований на циклі оповідань Кена Лю.  Прем'єра серіалу відбулася 1 вересня 2022 року на AMC+ .  У січні 2023 року перший сезон було видалено з AMC+,  і повторно випущено на Amazon Prime Video, разом із виходом другого сезону, 15 жовтня 2023 року.

## Сюжет
Сюжет серіалу розгортається навколо ідеї завантаження свідомості. Головна героїня Медді Кім дізнається, що її батько Девід був завантажений корпорацією Logorhythms, і намагається йому допомогти. Водночас підліток-геній Каспіан поступово починає дізнаватися, що його життя також тісно пов'язане з  Logorhythms.